# Edward Arthur Thompson
Edward Arthur Thompson (Waterford, Ierland, 22 mei 1914 - Nottingham 1 januari 2004) was een in Ierland geboren historicus, gespecialiseerd in de oudheid.

## Levensloop
De voorouders van Thompson waren van Iers-Schotse afkomst. Hij studeerde aan het Trinity College in Dublin, waar hij van 1939 tot 1941 ook lesgaf. In 1941 verhuisde hij naar Swansea. In 1945 verhuisde hij naar Londen en trouwde in datzelfde jaar met zijn eerste vrouw, Thelma Phelps, met wie hij twee kinderen kreeg en van wie hij in 1958 scheidde.
In 1948 werd hij benoemd tot hoogleraar aan de Universiteit van Nottingham, waar hij vroege geschiedenis doceerde tot aan zijn pensionering in 1979. In 1964 trouwde hij met zijn tweede vrouw Hazel Casken, met wie hij een dochter kreeg.

## Wetenschapscarrière
Thompsons onderzoeksfocus lag op de Late oudheid en met name op dat deel van de geschiedenis dat de Grote Volksverhuizing in de 5e eeuw besloeg. Zijn werk op dit gebied werd lange tijd als gezaghebbend beschouwd en een deel ervan is nog steeds van belang. Thompson die de late oudheid bestudeerde, lang voor andere Anglo-Amerikaanse historici dit deden, schreef werken over onder andere Ammianus Marcellinus, Attila de Hun, de Goten in Gallië en Hispania en de val van het West-Romeinse Rijk. Thompson, die zichzelf altijd als een politiek georiënteerd persoon beschouwde, was sinds de jaren veertig marxist, maar zei zijn lidmaatschap op in 1956, uit protest tegen de invasie van Hongarije door Sovjettroepen. Door zijn sociale bewogenheid hield Thompson meer dan andere onderzoekers rekening met sociale en economische aspecten en besteedde veel aandacht aan sociale veranderingen, bijvoorbeeld in de context van de migratie van volkeren.
Hij was de eerste hoogleraar aan de Universiteit van Nottingham die een Fellow van de British Academy was sinds 1964. Thompson was ook lid en voorzitter van de redactieraad van Nottingham Medieval Studies, waarvoor hij verschillende artikelen schreef. Hij werkte ook mee aan de belangrijke  Prosopography of the Later Roman Empire, waarvoor hij voornamelijk artikelen schreef over Germaanse figuren.

## Publicaties (selectie)
- The historical work of Ammianus Marcellinus. Cambridge University Press, Cambridge 1947.
- A History of Attila and the Huns. Clarendon Press, Oxford 1948 (mehrere Nachdrucke; in italienischer Sprache: Storia di Attila e degli Unni (= Le piccole storie illustrate. Bd. 121). Sansoni, Florenz 1963; Revised als: The Huns. Blackwell, Oxford u. a. 1996, ISBN 0-631-15899-5.
- A Roman Reformer and Inventor: Being a New Text of the Treatise De Rebus Bellicis. Clarendon Press, Oxford 1952.
- The Early Germans. Clarendon Press, Oxford 1965.
- The Visigoths in the Time of Ulfila. Clarendon Press, Oxford 1966.
- The Goths in Spain. Clarendon Press, Oxford 1969 (Special edition for Sandpiper Books. Clarendon Press Oxford 2000, ISBN 0-19-814271-4.
- Romans and Barbarians. The Decline of the Western Empire. University of Wisconsin Press, Madison WI 1982, ISBN 0-299-08704-2.
- Saint Germanus of Auxerre and the End of Roman Britain (= Studies in Celtic History. Band 6). Boydell Press, Woodbridge 1984, ISBN 0-85115-405-0.
- Who was Saint Patrick? Boydell Press, Woodbridge 1985, ISBN 0-85115-428-X.

## literatuur
- Robert A. Markus: Thompson, Edward Arthur, 1914-1994. In: Proceedings of the British Academy. Deel 111, 2001, ISSN 0068-1202, blz. 679-693 (digitale kopie).